# Centro Universitário Tiradentes
O Centro Universitário de Maceió - UNIMA/Afya (anteriormente UNIT-Centro Universitário Tiradentes) é uma instituição de ensino superior privada de Maceió, localizada no bairro de Cruz das Almas. Era mantida pelo Grupo Tiradentes até outubro de 2022 quando a unidade de Alagoas foi comprada pelo grupo Afya que também adquiriu a unidade de Jaboatão dos Guararapes em Pernambuco. 
Inicialmente possuía o nome de Faculdade Integrada Tiradentes - FITS e funcionava no Maceió Shopping. Posteriormente foi transferida para o bairro de Cruz das Almas e passou a funcionar em um campus com 57.465,27 metros quadrados dotado de laboratórios, clínicas, bibliotecas e uma moderna infraestrutura.
No dia 11 de setembro de 2014 o Ministério da Educação (MEC), através da portaria Nº 795 elevou a categoria de Faculdade para Centro Universitário. O Centro Universitário Tiradentes - UNIT ofereceu por um terço do corpo docente com mestrado ou doutorado, ofereceu além do ensino, a pesquisa e a extensão e tem autonomia para criar novos cursos, sedes, fechar cursos, aumentar ou diminuir o número de vagas e expedir diplomas.

Em agosto de 2015, é inaugurado o campi no Benedito Bentes para oferecer os cursos da Unit EAD e também quatro cursos presenciais: Arquitetura e Urbanismos, Engenharia Civil, Nutrição e Enfermagem.
Em agosto de 2019 a Instituição recebeu nota máxima pelo MEC, nota 5.
Em outubro de 2022 a unidade de Alagoas e Pernambuco do Grupo Tiradentes foram compradas pelo grupo Afya por R$ 825 milhões de reais, a fusão completa com o novo proprietário está prevista para terminar no final de 2023.
No dia 22 de agosto de 2023 o centro universitário foi rebatizado, tendo o nome “UNIT alterado para “UNIMA”, nos dias seguintes o nome “UNIT” começou a desaparecer da unidade de Alagoas, permanecendo somente em documentos, até a absorção ser concluída pelo grupo Afya.

## Setores
- Central do Aluno (antigo DAA)
- Sala de Matrícula
- DM - Departamento Médico
- Núcleo de Recursos Humanos
- NPJ - Núcleo de Práticas Jurídicas
- DTI - Departamento de Tecnologia da Informação
- NED - Núcleo de Experiência Discente (antigo NAPPS)
- Extensão

## Cursos

### Graduação
- Administração de empresas
- Biomedicina
- Ciências Contábeis
- Ciência da Computação
- Comunicação Social (Habilitação Jornalismo)
- Comunicação Social (Habilitação Publicidade e Propaganda)
- Direito
- Enfermagem
- Engenharia de Petróleo
- Engenharia Ambiental
- Engenharia Civil
- Engenharia Mecatrônica
- Fisioterapia
- Medicina
- Nutrição
- Odontologia
- Psicologia
- Serviço Social
- Gestão de Recursos Humanos

### Pós-Graduação -Lato Sensu
Gestão
- Finanças e Controladoria
- Hotelaria Hospitalar
- Gestão Pública
- Gestão para o Trânsito
- Gestão da Qualidade e Segurança dos Alimentos (in company - IN PROCESS)
- Tecnologia e Gestão de Projetos em TI
- Construção Civil

Saúde
- Gestão da Saúde Pública e da Família
- Acupuntura
- Terapias Manuais e Recursos Cinesioterapêuticos (in company - ESPAÇO CIÊNCIA)
- Fisiologia do Esforço Aplicada ao Desempenho e a Saúde (in company - ATIVAR)
- Educação Física na Educação Básica (in company - ATIVAR)
- Fisioterapia Cárdio-respiratória Hospitalar e Ambulatorial (in company - ESPAÇO CIÊNCIA)
- Saúde Mental (in company - ATIVAR)

Direito
- Direito Previdenciário
- Direito Civil

MBA
- MBA Gestão de Pessoas
- MBA Gestão Estratégica Empresarial
- MBA Logística Empresarial
- MBA Gestão Estratégica Hospitalar

### Pós-Graduação -ScrictoSensu
Mestrado
- Sociedade, Tecnologias e Políticas Públicas

Doutorado
- Sociedade, Tecnologias e Políticas Públicas